# Conolophus marthae
Conolophus marthae is een hagedis uit de familie leguanen (Iguanidae).

## Naam en indeling
De soort werd voor het eerst wetenschappelijk beschreven door Gabriele Gentile en Howard L. Snell in 2009. De soort werd oorspronkelijk beschouwd als een kleurvariatie van de galapagoslandleguaan (Conolophus subcristatus) vanwege de overwegend roze kleur. Later werd de variatie als een aparte soort erkend door Gentile en Snell.
De wetenschappelijke geslachtsnaam Cono-lophus betekent vrij vertaald 'kegel-kam' en verwijst naar de kegelvormige stekels op de bovenzijde van de rugkam.De soortnaam marthae is een eerbetoon aan de doodgeboren dochter van Gentile; Martha Rebecca.

## Ontdekkingsgeschiedenis
Deze leguaan, die ook wel kortweg 'Rosada' wordt genoemd, werd in 1986 ontdekt. Toch duurde het tot 2009 voordat deze als aparte soort werd erkend. Waarschijnlijk is Conolophus marthae, die opvalt door zijn door zijn roze kleur en zwarte vlekken en strepen, al 5,7 miljoen jaar geleden ontstaan als afsplitsing van de galapagoslandleguaan. Dit duidt erop dat de eilanden destijds al bewoond waren en dat is veel eerder dan tot nu toe werd aangenomen.

## Verspreiding en habitat
Conolophus marthae komt voor op het eiland Isabela, het grootste eiland van de Galapagoseilanden. Ze zijn alleen gevonden rond de vulkaan Wolf, de hoogste berg van het eiland.

## Beschermingsstatus
Door de internationale natuurbeschermingsorganisatie IUCN is de beschermingsstatus 'ernstig bedreigd' toegewezen (Critically Endangered of CR). De schattingen van het aantal exemplaren dat nog in leven is lopen uiteen van 41 tot 192.

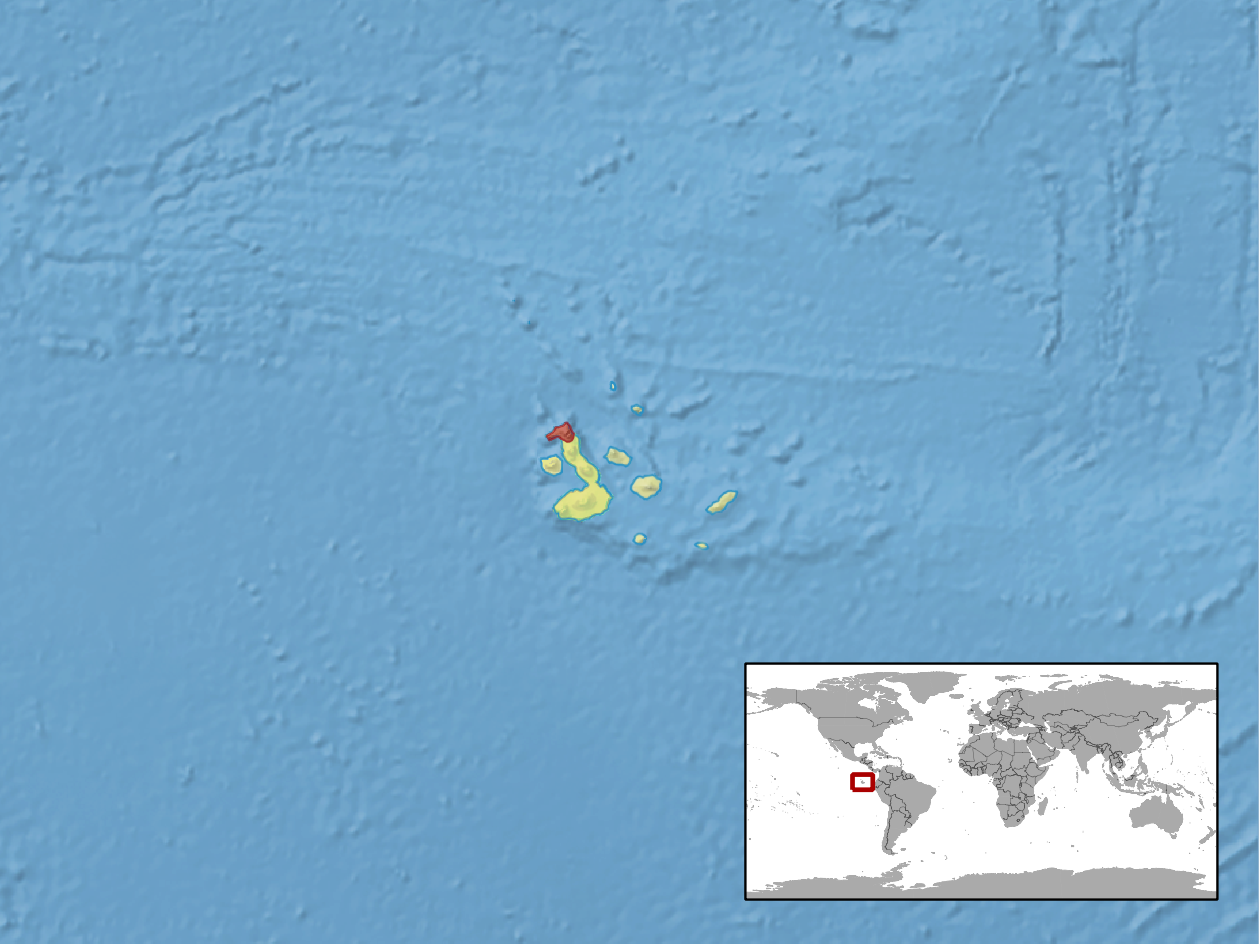
Verspreidingsgebied in het rood.